# Sony Xperia 1 IV
Sony Xperia 1 IV是一款由索尼製造的Android智能手机。其於2022年5月11日推出，繼Xperia 1 III後成為Sony Xperia系列的年度旗艦。該裝置與中階的Xperia 10 IV一起發佈。9月12日，Sony Xperia 1 IV Gaming Edition發佈。

## 設計
Xperia 1 IV的設計繼承了其前身Xperia 1 II與Xperia 1 III的標誌性設計。並具有類似Xperia PRO-I的波浪邊框與後霧面玻璃，且比先前的旗艦產品設計更加方正。此款手機的正面與背面均有康寧大猩猩玻璃 Victus的保護，並有IP65與IP68防水認證。
螢幕的頂部與底部仍有對稱的邊框，標誌性的Xperia設計，前置雙立體聲揚聲器與前置鏡頭置於其中。手機的左側完全沒有任何按鍵或插座，僅有內建天線。microSD/SIM卡槽位於底部，USB-C 3.2插座與主麥克風也位於此處，而右側則有內建於電源按鈕中的指紋感應器、音量控制鍵，以及有壓紋設計的兩階段專用快門按鈕，先前在Xperia 1 III中包含了可自訂捷徑按鈕則被移除。
背部的鏡頭則與其前身一樣以垂直條狀排列，頂部有LED閃光燈與色彩感測器。該手機提供三種外觀顏色：黑色、白色與紫色。

## 規格

### 硬體
Xperia 1 IV使用了4奈米 (4LPX)製程的高通Snapdragon 8 Gen 1 SoC與Adreno 730 GPU，並配備12GB的LPDDR5 RAM，256 GB或512 GB儲存空間（可透過外接記憶卡擴充至1 TB），以及根據販售區域而有所不同的單/雙混合nano SIM卡插槽。這款手機配備21:94K CinemaWide HDR 10位元 120 Hz OLED螢幕，此款螢幕首次出現在Xperia 1 III中，此版本提昇了50%的亮度。這款手機擁有更大的5000 mAh電池（1 III則是4500 mAh），並支援30 W快速充電以及Qi無線充電與反向無線充電技術。該款手機包含了重新設計單體的前置雙立體聲揚聲器，並支援360 Reality Audio。也有3.5 mm立體聲音訊插孔，同時支援高解析度音訊輸出與外接麥克風輸入，例如用於Vlog的外接麥克風。

### 相機
Xperia 1 IV包含了改進自1 III的三鏡頭配置。三顆鏡頭仍皆為12百萬畫素，但配備了用於超廣角與望遠鏡頭的感測器與光學元件。其中包含了在支援OIS的24 mm f/1.7鏡頭後的主鏡頭12 MP Exmor RS IMX557感測器，以及16 mm f/2.2鏡頭後的超廣角12 MP IMX563感測器，兩者均有相位偵測對焦，以及0.3 MP IMX316 3D TOF深度感測器。
1 IV也包含了連續變焦遠攝鏡頭，這是對其前身可變變焦鏡頭的重要改進。其為12 MP 1/3.5"感測器，包含1.0µm畫素與PDAF，包含在類似於1 III的潛望鏡設計中，其可以從85mm一直變焦到125mm，中間不需要更換鏡頭，也非數位變焦。
1 IV的三顆鏡頭均使用了蔡司 T✻ (T-Star)抗反射鍍膜，並像其前身一樣支援錄製最高120FPS的4K視訊與最高120FPS的2K視訊，其並改善了20 FPS連拍功能，三顆鏡頭都支援了此功能。主鏡頭則可透過1 III首創的「AI 超高解析度縮放」數位變焦至300mm的等效焦距。其也改善了即時追蹤，強化了人類、動物與鳥類的眼部自動對焦功能。
1 IV中首次搭載了支援4K視訊錄製的新12 MP前置鏡頭，其為Sony IMX663（取代先前的三星ISOCELL感測器），同樣的感測器用於Xperia 1 III與Xperia PRO-I的望遠鏡頭，以及Google的Pixel 6 Pro智慧型手機，改善了其前身的8 MP解析度前置鏡頭。

### 軟體
Xperia 1 IV初始搭載Android 12。

## 反應與評價
GSMArena評測表示，其日間與夜間的照片品質都相當不錯，但使用相機時容易過熱，且無專用的夜間模式，無法進一步調整低亮度下的照片成像。Engadget中文版則認為將光學變焦鏡頭放進手機的機身中相當不容易，但同時也認為其定位模糊，不易吸引消費者購買。